# غار لیختن‌اشتاین
غار لیختن‌اشتاین (انگلیسی: Lichtenstein Cave) که در سال ۱۹۷۲ کشف شد، یک محوطهٔ باستان‌شناسی در نزدیکی دورسته، نیدرزاکسن، آلمان است و طول آن ۱۱۵ متر (۳۷۷ فوت) است. در این غار بقایای اسکلتی ۲۱ زن و ۱۹ مرد کشف شده که به عصر برنز، حدود ۳۰۰۰ سال پیش بازمی‌گردند. همچنین حدود ۱۰۰ شیء برنزی (از جمله گوشواره، دستبند و انگشتر) و قطعاتی از ظروف سفالی متعلق به فرهنگ زمین خاکستردان یافت شده‌اند.

## آزمایش‌های دی‌ان‌ای باستانی
هر دو آزمایش دی‌ان‌ای میتوکندریایی و دی‌ان‌ای کروموزوم Y روی اسکلت‌ها انجام شد و توسط دانشگاه گوتینگن منتشر گردید. هاپلوگروه‌های میتوکندریایی کشف‌شده شامل ۱۷ مورد از H، پنج مورد از T2، نه مورد از U5b و پنج مورد از J بودند. از میان ۱۹ مرد موجود در غار، در ۱۵ مورد تمامی ۱۲ نشانگر STR آزمایش شد که از این میان، دوازده نمونه دارای هاپلوتیپ‌هایی مرتبط با I2b2 (دست‌کم چهار دودمان)، دو مورد مربوط به تک گروه R1a (احتمالاً یک دودمان) و یک مورد مرتبط با تک گروه R1b بودند. نتایج Y-STR در جدول زیر آمده است:
| HT | ۳۹۳ | ۳۹۰ | ۱۹   | ۳۹۱  | 385a | 385b | ۴۳۹  | 389i | ۳۹۲ | 389ii | ۴۳۷ | ۴۳۸ | Σ | Hg   |
| -- | --- | --- | ---- | ---- | ---- | ---- | ---- | ---- | --- | ----- | --- | --- | - | ---- |
| Y1 | ۱۳  | ۲۵  | ۱۶   | ۱۱   | ۱۳   | ۱۷   | ۱۱   | ۱۲   | ۱۱  | ۲۸    | ۱۵  | ۱۰  | ۶ | I2b2 |
| Y2 | ۱۳  | ۲۵  | ۱۵   | ۱۱   | ۱۳   | ۱۷   | ۱۱   | ۱۲   | ۱۱  | ۲۷    | ۱۵  | ۱۰  | ۳ | I2b2 |
| Y3 | ۱۳  | ۲۳  | ۱۴   | ۱۱   | ۱۱   | ۱۴   | ۱۲   | ۱۳   | ۱۳  | ۲۹    | ۱۵  | ۱۲  | ۱ | R1b  |
| Y4 | -   | -   | (۱۷) | (۱۱) | -    | -    | (۱۱) | ۱۲   | -   | -     | -   | ۱۰  | ۱ | I2b2 |
| Y5 | ۱۳  | ۲۵  | ۱۵   | ۱۱   | ۱۱   | (۱۳) | ۱۱   | ۱۳   | ۱۱  | ۳۰    | ۱۴  | ۱۱  | ۲ | R1a  |
| Y6 | ۱۳  | ۲۴  | ۱۶   | ۱۱   | ۱۳   | ۱۷   | ۱۱   | ۱۲   | ۱۱  | ۲۸    | ۱۵  | ۱۰  | ۳ | I2b2 |
| nd | -   | -   | -    | -    | -    | -    | -    | -    | -   | -     | -   | -   | ۳ | -    |

() = آلل نامطمئن یا تخصیص فردی؛ nd = تعیین‌نشده

## جُستار وابسته
- دیرینه دی‌ان‌ای